# 55 (szám)
Az 55 (római számmal: LV) egy természetes szám, félprím, az 5 és a 11 szorzata; háromszögszám, az első tíz pozitív egész szám összege; Fibonacci-szám.

## A szám a matematikában
A tízes számrendszerbeli 55-ös a kettes számrendszerben 110111, a nyolcas számrendszerben 67, a tizenhatos számrendszerben 37 alakban írható fel.
Az 55 páratlan szám, összetett szám, azon belül félprím, kanonikus alakban az 51 · 111 szorzattal, normálalakban az 5,5 · 101 szorzattal írható fel. Négy osztója van a természetes számok halmazán, ezek növekvő sorrendben: 1, 5, 11 és 55.
Háromszögszám, hétszögszám, középpontos kilencszögszám, négyzetes piramisszám és középpontos ikozaéderszám.
A Fibonacci-számsorozat tizedik (más értelmezés szerint a tizenegyedik) tagja.
Az 55 hat szám valódiosztóösszeg-függvényeként áll elő, ezek közül legkisebb a 36.
Az 55 négyzete 3025, köbe 166 375, négyzetgyöke 7,4162, köbgyöke 3,80295, reciproka 0,018182. Az 55 egység sugarú kör kerülete 345,57519 egység, területe 9503,31778 területegység; az 55 egység sugarú gömb térfogata 696 909,97032 térfogategység.
Az 55 helyen az Euler-függvény helyettesítési értéke 40, a Möbius-függvényé 1, a Mertens-függvényé −2.

## A szám mint sorszám, jelzés
A periódusos rendszer 55. eleme a cézium.
Magyarországon az 55-ös számú országos közút a Szeged és  Bátaszék közötti másodrendű főút.

## A szám mint jelkép, kód
Az 55 a számmisztikában az egyik mesterszám, jelentése: Isteni akarat.
Ez Magyarország UIC-országkódja.

## A szám az irodalomban
Csorba Győző egyik versének címe: 18 + 55.